# 义尖——安坪遗址
义尖——安坪遗址，位于山西省临汾市吉县中垛乡安坪和义尖两个自然村范围，是中华人民共和国山西省文物保护单位之一。
1996年1月12日，授予山西省文物保护单位，是一座古遗址。